# Albericus rheaurum
Albericus rheaurum és una espècie de granota que viu a Papua Nova Guinea.